# 1994-es Giro d’Italia
Az1994-es Giro d’Italia volt a 77. olasz kerékpáros körverseny. Május 22-én kezdődött és június 12-én ért véget. Végső győztes az orosz Eugeni Berzin lett.

## Végeredmény
|    | Versenyző            | Idő           |
| -- | -------------------- | ------------- |
| 1  | Eugeni Berzin        | 100 óra 41:21 |
| 2  | Marco Pantani        | + 2:51        |
| 3  | Miguel Indurain      | + 3:23        |
| 4  | Pavel Tonkov         | + 11:11       |
| 5  | Claudio Chiappucci   | + 11:56       |
| 6  | Nelson Rodríguez     | + 13:17       |
| 7  | Massimo Podenzana    | + 14:35       |
| 8  | Gianni Bugno         | + 15:26       |
| 9  | Armand De Las Cuevas | + 15:35       |
| 10 | Andrew Hampsten      | + 17:21       |